# 兵庫県道145号下滝野市川線
兵庫県道145号下滝野市川線（ひょうごけんどう145ごう しもたきのいちかわせん）は、兵庫県加東市から神崎郡市川町に至る一般県道である。

## 概要
加東市下滝野から神崎郡市川町上瀬加に至る。

### 路線データ
- 起点：加東市下滝野（播磨中央公園口交差点、兵庫県道17号西脇三田線交点）
- 終点：神崎郡市川町上瀬加（兵庫県道34号西脇八千代市川線交点）
- 総延長：18.869 km

## 歴史
- 1993年（平成5年）5月11日 - 建設省から、県道西田中泉滝野線の一部を西脇八千代市川線として主要地方道に指定される[1]。

## 路線状況

### 重複区間
- 兵庫県道349号市場多井田線（加東市下滝野2丁目・みどり大橋西詰交差点 - 加東市下滝野1丁目・播磨中央公園下交差点）

### 道路施設

#### 橋梁
- みどり大橋（加古川線、加東市）
- 伏田橋（芥田川、加西市）
- 道山橋（万願寺川、加西市）

## 地理

### 通過する自治体
- 加東市
- 加西市
- 神崎郡市川町

### 交差する道路
| 交差する道路                           | 市町村名 | 市町村名 | 交差する場所 | 交差する場所                |
| -------------------------------------- | -------- | -------- | ------------ | --------------------------- |
| 兵庫県道17号西脇三田線                 | 加東市   | 加東市   | 下滝野       | 播磨中央公園口交差点 / 起点 |
| 兵庫県道349号市場多井田線 重複区間起点 | 加東市   | 加東市   | 下滝野2丁目  | みどり大橋西詰交差点        |
| 兵庫県道349号市場多井田線 重複区間終点 | 加東市   | 加東市   | 下滝野1丁目  | 播磨中央公園下交差点        |
| 兵庫県道79号高砂加古川加西線           | 加西市   | 加西市   | 和泉町       | 和泉東交差点                |
| 兵庫県道24号多可北条線                 | 加西市   | 加西市   | 満久町       | 満久交差点                  |
| 兵庫県道369号大和北条停車場線          | 加西市   | 加西市   | 広原町       | 広原交差点                  |
| 兵庫県道34号西脇八千代市川線           | 神崎郡   | 市川町   | 上瀬加       | 終点                        |

### 交差する鉄道
- 加古川線

### 沿線
- 加東市立滝野中学校
- 播磨中央公園
- 兵庫県立のじぎく特別支援学校 わかあゆ分教室
- 加西市立宇仁小学校
- 加西市立日吉小学校
- 加西市立泉中学校
- 加西市立西在田小学校

### 峠
- 釜坂峠（加西市 - 神崎郡市川町）